# 曺逸煥
曺 逸煥（チョ・イルァン、朝鮮語: 조일환/曺逸煥、1916年3月13日 - 1980年1月28日）は、大韓民国の政治家。第4・5・7・8代韓国国会議員。本貫は昌寧曺氏。24保安法波動の時に負傷し病院に搬送された野党議員の1人であった。

## 経歴
日本統治時代の大邱府出身。明治大学法学部卒。大邱大学（現・嶺南大学校）講師、民主党中央党政策委員・中央常務委員・大邱戊区党委員長、新民党慶尚北道第4地区党委員長・全党大会副議長・中央党指導委員、国会財政経済委員会幹事、国会大邱西門市場火災事件救護調査特別委員会委員長を務めた。
1980年1月28日、持病により大邱市内の自宅で死去。享年64。